# Qtek
Qtek Corporation，由智慧型手機廠商宏達電與無線通訊產品通路商亮點於2002年合資成立。曾為宏達電在歐洲，香港與拉丁美洲的自有品牌。宏達電收購多普達國際後，採取淡化Qtek品牌的策略，現Qtek公司已全面采用HTC品牌來銷售產品。2008年公司已結業，但亮點會繼續提供產品保固，用戶仍可登錄其網站獲取軟體更新。

## 相關連結
- 宏達國際電子

## 外部連結
- 宏達電（HTC）（页面存档备份，存于）
- Qtek 歐洲
- Brightpoint
- 宏达电品牌策略再出招 既有Qtek将换上HTC（页面存档备份，存于）
- Qtek成为过去，HTC发布自有品牌手机[永久]